# Sédir
Paul Sédir de son vrai nom Yvon Le Loup, né le 2 janvier 1871 à Dinan et mort le 3 février 1926 à Paris, est un ésotériste et mystique français, auteur de nombreux ouvrages sur l'ésotérisme et la mystique chrétienne.

## Biographie
Yvon Le Loup nait rue de la Lainerie à Dinan en Bretagne le 2 janvier 1871. Il est le fils d'Hippolyte Le Loup et de son épouse Séraphine Foeller, de Neustadt, près de Fulda (Hesse-Nassau). Il ne vit pas longtemps dans sa Bretagne natale, la plus grande partie de son enfance se déroula à Paris.
Yvon Le Loup entre à la Banque de France le 28 octobre 1892 comme « agent auxiliaire » et il resta vingt ans dans le même service des « Dépôts de titres ».
Il étudie l'occultisme en autodidacte depuis environ deux ans, quand il fait la connaissance de Papus (Dr Gérard Encausse) en 1889 à la « Librairie du Merveilleux », qui était le lieu de rencontre de ceux qui s'intéressaient à l'ésotérisme. C'était aussi une maison d'édition, pourvue de salles de conférences. Cette librairie fut fondée par Lucien Chamuel vers 1888. Papus lui témoigne immédiatement une grande amitié. Yvon Le Loup est avide de connaissances. Papus lui ouvre les trésors de sa bibliothèque personnelle et découvre des ouvrages traitant de philosophie, de symbolisme et d'ésotérisme. Il devient un collaborateur de Papus. Par l'intermédiaire de ce dernier il rencontre Stanislas de Guaita qui lui donne aussi accès à sa bibliothèque. Il est initié dans l'Ordre Martiniste, où il devient Supérieur Inconnu Initiateur et membre du Suprême Conseil. Il cessera ses activités martinistes en 1910. 
Parmi les autres ésotéristes dont il fait la connaissance à cette époque, on peut citer : Paul Adam, François Charles Barlet, F.-R. Gaboriau, Emile Gary de Lacroze, Julien Lejay, Jules Lermina, Victor-Emile Michelet, René Philipon. Il fréquente aussi Verlaine dans certaines tavernes du Quartier Latin. C'était l'époque où Stanislas de Guaita a entrepris la rénovation de l'Ordre rosicrucien et où Papus a fondé l'Ordre Martiniste. Yvon Le Loup s'affilie à ces deux sociétés et y acquit les différents grades. Dans l'Ordre Kabbalistique de la Rose-Croix, il devient docteur en Cabale et, dans l'Ordre Martiniste, il est membre du suprême Conseil.
Via Charles Barlet, il devient membre de l'« Hermetic Brotherhood of Luxor » dont Barlet était le représentant officiel pour la France.
Plus tard, Le Loup s'affilie à l'Église gnostique de France où il est consacré évêque sous le nom de Tau Paul, évêque de Concorezzo. Par la suite en 1897, Marc Haven, Emmanuel Lalande de son vrai nom, le fait entrer dans la FTL (Fraternitas Thesauri Lucis) dont il fut l'un des fondateurs, avec Papus. 
Avec Philipon, qui se fait appeler Jean Tabris, il rénove la Maçonnerie de Misraïm, et il est membre de la Société Alchimique de France de François Jollivet-Castelot. Plus tard, Auguste de Villiers de L'Isle-Adam, Jules Barbey d'Aurevilly, Gustave Flaubert, Honoré de Balzac, Joséphin Peladan deviennent ses initiateurs. Il est aussi reçu dans le Rite de Misraïm.
En octobre 1890, il publie son premier article intitulé « Expériences d'occultisme pratique » sous son propre nom. Le pseudonyme qu'il utilisera plus tard est l'anagramme de « désir ». Papus se l'adjoint comme conférencier à sa « Société des Conférences spiritualistes », puis lui confie un cours à sa « Faculté des Sciences hermétiques » qui venait d'être fondée. Paul Sédir devient ainsi très rapidement un maître dans les sphères où Papus s'activait. Il avait en outre obtenu des grades élevés dans les diverses organisations occultes dont il a été question.
Quelques années plus tard en 1897, il rencontra Maître Philippe à Lyon. Par la suite, Sédir le voit plusieurs fois à Paris et le visite également plusieurs fois à Lyon. Il prend alors conscience du néant des sciences et des sociétés secrètes, en abandonnant ses titres, en rejetant toute initiation, toute sagesse ésotérique et en se consacrant uniquement à l'idéal de l'Évangile. Sa démission de l'Ordre de la Rose-Croix kabbalistique est annoncée dans le numéro du mois de janvier 1909 de la revue L'Initiation. Sédir se sépare aussi de la plupart de ses anciens compagnons dont la plupart ne comprirent pas. Il n'a plus qu'une doctrine : l'amour du prochain et la recherche du Royaume de Dieu. Il fait de nombreuses conférences sur la voie mystique chrétienne et en juillet 1920 fonde « Les Amitiés Spirituelles », association chrétienne libre et charitable. Ces conférences sont ensuite rassemblées et publiées. Le restant de sa vie, il se consacre à la voie mystique chrétienne et à sa diffusion.
En mai 1921, il épouse Marie-Jeanne Coffineau.
Après une courte maladie, il meurt le 3 février 1926 à Paris. « Les Amitiés Spirituelles » continuent la diffusion de l'œuvre de Sédir.

## Œuvres
- Les Tempéraments et la Culture psychique, d'après Jakob Böhme; Chamuel, 1894. Une seconde édition complètement refondue sera faite chez Chacornac en 1906.
- Les Miroirs magiques. Théories, constructions, entraînements; Chamuel, 1894. 3° éd. revue 1907
- Les Incantations. (Le Verbe, le son et la lumière astrale, expériences théories de l'Inde et de Boehme); Chamuel, 1897.
- Le Bienheureux Jacob Boehme.(le coordonnier philosophe. Sa vie, ses œuvres, sa doctrines, et un vocabulaire de la terminologie); Chamuel, 1897
- La Création. Théories ésotériques; Chamuel, 1898
- Les Rêves. Théories, pratique, interprétation; Beaudelot, 1900
- La Cabbale;La Maison d'Art, 1900
- La Médecine occulte. (Revue de toutes les thérapeutiques : alchimique, magique, magnétique, astrale, volontaire, religieuse, théurgique); La Maison d'Art, 1900. Réédité par Beaudelot en 1910.
- Lettres magiques. (Roman d'initiations orientales); Ollendorff, 1901
- Éléments d'hébreu, d'après la méthode de Fabre d'Olivet; Ollendorff, 1901
- Les Plantes magiques. Botanique occulte, constitution secrète des végétaux, vertus des simples, médecine hermétique, philtres, onguents, breuvages magiques, teintures, arcanes, élixirs spagyriques; Chacornac, 1902
- Lettres magiques, 1903.
- Le Fakirisme hindou et les Yogas. Thaumaturgie populaire. Constitution de l'homme invisible selon le brahmanisme. La force magnétique et la force mentale. Entraînements occultes; Chacornac, 1re édition 1906, 2e édition considérablement augmentée, 1911
- Bréviaire mystique. (Règles de conduite, formules d'oraison, thèmes de méditation); Chacornac, 1909
- Conférences sur l'Evangile. 3 volumes; Beaudelot, 1908, 1909, 1911
- Histoire et Doctrines des Rose-Croix (1re éd. 1910). Bibliothèque des Amitiés Spirituelles. Ed. 1918
- La Guerre de 1914 selon le point de vue mystique, 1910 - Conférences données à Paris en 1915 et 1916; Beaudelot, puis Bibliothèque des Amitiés Spirituelles. "La guerre actuelle selon le point de vue mystique"
- Le Martyre de la Pologne; Crès, 1917
- Le Berger de Brie, chien de France. Bibliothèque des Amitiés Spirituelles.
- En collaboration avec Papus : L'Almanach du Magiste; Chamuel, 1894-1899.
- Initiations, Albert le Grand, 1949

### Autres œuvres
- Les Rose-Croix
- Les Sept Jardins mystiques
- La Voie mystique
- Préface à Les Logia Agrapha, d'Emile Besson

### Œuvres d'inspiration chrétienne
- Cinq volumes renferment le commentaire de Sédir sur l'Evangile :
  - L'enfance du Christ, édition Legrand, 1926
  - Le Sermon sur la Montagne
  - Les Guérisons du Christ
  - Le Royaume de Dieu
  - Le couronnement de l'Œuvre
- Les Amitiés Spirituelles
- Quelques Amis de Dieu
- Le Cantique des Cantiques
- Le Devoir Spiritualiste, Bibliothèque Universelle Beaudelot (1910)
- Les Directions Spirituelles
- La Dispute de Shiva contre Jésus
- L'éducation de la Volonté
- L'énergie ascétique
- Les Forces mystiques et la Conduite de la Vie
- Les Sept Jardins mystiques (1918)
- Fragments. Édition anthologique
- Initiations
- Méditations pour chaque Semaine
- Mystique chrétienne
- La Voie mystique
- La Prière
- Les Rêves
- Le Sacrifice

### Traductions
- Jeanne Leade:  Le Messager céleste de la Paix universelle. Chamuel, 1894.
- P. Davidson: Le Gui, sa légende, sa philosophie. Chacornac, 1896.
- Gichtel: Theosophia Practica. Chamuel, 1897
- Gichtel: Choix de Pensée (précédés par la Vie miraculeuse de Johann-Georg Gichtel d'après J.W. Uberfeld son disciple) Chacornac, 1902.
- Jacob Bœhme: De Signatura Rerum. Chacornac, 1908.

## Biographie
- Émile Besson, Titre : Sédir, Les Amitiés Spirituelles, 1971
- Émile Besson, Max Camis, Titre : Sédir (L'homme et l'œuvre - Les Amitiés Spirituelles - Textes de Sédir - Bibliographie); Bibliothèque des Amitiés Spirituelles, 1981.
- Laurent Voegele, Titre : Sédir, une Sentinelle - Les Amitiés Spirituelles, avril 2019
- Laurent Voegele, Titre : Sédir, Yvon Le Loup, 1871-1926 - Les Amitiés Spirituelles, mars 2025